# No One Dies from Love
"No One Dies from Love" é uma canção gravada pela cantora e compositora sueca Tove Lo, lançada em 3 de maio de 2022 como o primeiro single de seu quinto álbum de estúdio, Dirt Femme (2022). É o primeiro lançamento da gravadora de Lo, Pretty Swede Records, uma marca da Mtheory. Lo co-escreveu a canção ao lado de seu produtor Ludvig Söderberg, conhecido artisticamente como A Strut. O videoclipe foi lançado no mesmo dia e foi dirigido pela equipe brasileira de cineastas Alaska Filmes.

## Antecedentes e lançamento
Em 17 de novembro de 2021, o título da canção foi revelado por Lo em sua conta no Instagram junto com o título de duas outras faixas, “Grapefruit” e “Cute & Cruel”, depois que Lo perguntou: “Devo provocá-los com alguns novos títulos de músicas…?”. Em março de 2022, ela começou a provocar a música novamente, desta vez postando fotos dos bastidores do vídeo e da capa em suas mídias sociais. Em 3 de abril, Lo postou um trecho da letra da canção. Três dias depois, Lo postou uma prévia do instrumental da canção. Em 13 de abril, ela postou uma prévia do instrumental da canção. Alguns dias depois, a capa da canção e sua data de lançamento foram reveladas e confirmadas posteriormente em suas redes sociais, com o link de pré-salvamento e sua data de lançamento para 3 de maio.

## Composição
"No One Dies From Love" foi escrita por Lo ao lado de seu produtor Ludvig Söderberg, conhecido como A Strut. A canção foi descrita como uma "faixa pop" composta na tecla de Dó maior, onde sintetizadores serpenteiam em torno da faixa. “Ninguém morre de amor / Acho que vou ser a primeira / Você vai se lembrar de nós? / Ou as memórias estão muito manchadas de sangue agora?”, ela canta em seu refrão. Lo explicou as origens da música em um comunicado: 
| “ | Eu e Ludvig escrevemos essa música em janeiro de 2020. Passamos 3 semanas à beira-mar, conversando, bebendo, chorando e escrevendo… a única música em que trabalhamos foi essa. Acho que não preciso falar muito sobre o que se trata. Você vai sentir. Eu queria lançá-lA pouco depois de escrevermos, mas 2020 não era a hora." Ela acrescentou: "Eu sei que sempre chamo cada álbum de uma nova era, mas isso parece especialmente assim porque faz tanto tempo e também estou lançando isso na minha própria gravadora. Independente, bebê. | ” |

Juntamente com a canção está o lançamento de sua própria gravadora com a mtheory para Pretty Swede Records, que a verá criar uma plataforma independente para sua arte: “Sou uma garota pop, mas gosto de fazer coisas estranhas e estar no controle total de toda a visão. Esta é a maneira perfeita de colocar exatamente o que eu quero”, diz ela. Lo disse sobre o significado por trás da canção: “'No One Dies From Love' foi inspirado por emoções avassaladoras pós-separação. Quando você está com alguém por muito tempo e tudo termina de repente, é como se uma parte de você tivesse morrido. Essa pessoa agora é uma estranha para você”, disse Lo. “Todas as memórias estão contaminadas. Na primeira parte do rompimento, você acredita que não deveria se sentir bem com nada que tiveram juntos.” Ela acrescentou: "O que eu acredito que faço melhor é 'desgosto que você pode dançar'. A música é essa".

## Vídeo musical
O vídeo foi filmado em locações na Cidade do México e dirigido pela dupla brasileira Alaska, que já trabalhou com Lo no vídeo de "Are U Gonna Tell Her?". No vídeo, Lo é uma famosa estrela de cinema, enquanto ela navega em um mundo distópico e retro futurista depois que ela encomenda um robô, chamado Annie 3000. O vídeo é emendado com Tove dançando a faixa influenciada pelos anos 80 antes que o robô se junte à coreografia. Tove e o novo robô parecem fazer tudo juntos: jogar tênis, assistir a filmes projetados pela mão do robô e dar as mãos lentamente antes de se apaixonarem. Há uma tonelada de beijos entre robôs e humanos envolvidos. No final do vídeo, Tove tem um novo brinquedo para brincar enquanto encomenda um robô mais realista que fala, chamado Eva. O velho robô, visto trazendo um bolo para Tove, testemunha a interação e arranca seu coração antes de explodir em chamas. Os pós-créditos parecem aludir a uma continuação da história do robô quando o robô acorda em um laboratório com uma mulher de língua espanhola que diz: “Não se preocupe, querido. Ninguém morre de amor.”
Sobre o vídeo, Tove disse: “Eu sempre soube que queria fazer algo majestoso visualmente para isso, mas não conseguia ver até que meus queridos #alaskafilmes vieram até mim com a ideia mais incrível; uma história de amor musical de ficção científica ambientada nos anos 70, estrelada por mim e Annie 3000. Tanta paixão e trabalho duro para criar este vídeo, sou muito grata à minha linda equipe, a equipe do Alasca e a equipe #iconclast por tornar isso possível.” E acrescentou: “Todas as músicas do álbum são muito cinematográficas, dramáticas e grandiosas, então para a história visual eu queria anexar um personagem a cada música. Para 'No One Dies From Love' é a estrela clássica, vulnerável e solitária em busca de conexão. Este mini filme é um tipo diferente de história de amor.”

## Apresentações ao vivo
Lo cantou "No One Dies from Love" durante sua participação no programa de TV Late Night with Seth Meyers, exibido em 8 de junho de 2022. Em 10 de maio de 2022, Lo cantou a canção como parte de uma sessão ao vivo para a Rádio P3 da Suécia, onde também fez um cover da canção "good 4 u" de Olivia Rodrigo.

## Faixas e formatos
Download digital/streaming
1. "No One Dies from Love" – 3:06

220 Kid Remix
1. "No One Dies from Love" (220 Kid Remix) – 3:06

EP de Remixes
1. "No One Dies from Love" (Jacques Greene Remix) – 5:21
2. "No One Dies from Love" (DJ_Dave Edit) – 3:51
3. "No One Dies from Love" (220 Kid Remix) – 3:06

## Créditos e pessoal
Gestão
Publicado pela Pretty Swede Records —  distribuído por  Mtheory e administrado por Warner Chappell e SCAND (STIM)
Gravação
- Gravado em MXM Studios (Estocolmo, Suécia) e Wolf Cousins Studios (Estocolmo, Suécia)

Canção
- Tove Lo — vocais, composição, letras
- Ludvig Söderberg — composição, letras, produtor

Créditos da música adaptados do Tidal.
Vídeo de música
| - Dirigido por Alasca - Produzido por Iconoclast e Tove Lo - Inés Valderas como robô Annie 3000 - Iconoclasta EP — Francesco Colombo - Iconoclasta México EP — Sofia Garmilla e Omar Uscunga - Diretor de criação — Charlie Twaddle - Diretor de fotografia — Pierre De Kerchove - 1º ato: Ricardo “Harry” Zamora - 2º ato: Marco Antonio Dávila - Iluminador — Ernesto Gil “Cubano” - Empunhadura chave — David Jimenez - Câmera estável — Nicolás Mayer - Câmera estável — Axel Langmack - Designer de produção — Pedro “Bolo” Catellani - Diretor de arte — Mica Urrutia - Coreógrafa — Teresa “Toogie” Barcelo - Robô figurinista — Manuel Albarran - Estilista de Tove Lo — Annie + Hannah | - Estilista de cabelo de Tove Lo — Preston Wada - Maquiador de Tove Lo — Nick Lennon - Estilista de guarda-roupa extras — Lorena Ledezma - Gestão de Tove Lo — Laura Haber - Extras MUA — Chela Olea - Produtor de linha — Pavel Rodríguez Abarca - 1º administração — Rosella Fragoso - 2º administração — Daniela Camhi - Dublê Annie/Eva — Isabel de Alba - Gravação de som — Zathya Aldana - Editor — Marcelo Vogelaar - Grau de cor — Osmar Junior - Título design gráfico — Isabela Vdd - Empresa de efeitos visuais — NASH - Supervisor de efeitos visuais — Cirilo Bonazzi - Produção — Flávia Gannam | - Artista de efeitos visuais — André Neumann, Alice Villela, Cirilo Bonazzi, Luiz Fernando Tavares Alves, Rafael Jiménez e Renata Prado - Líder 3D — Fagmario Rodrigues - Artista 3D — Tomás Piccinini - Efeitos visuais adicional por Cinnamon VFX - Posto de som — Áudio por satélite - Designers de som — Roberto Coelho, Kito Siqueira e Hurso Ambrifi - Mixadores de som — Carla Cornea, Vithor Moraes, Ian Sierra, Arthur Dossa, Renan Marques e João Piccoli. - Conformidade — Gabriel Bittencourt - Representante do videoclipe — Jamie Rabineau e Lark Creative |

Créditos do vídeo retirados do site YouTube.

## Desempenho nas tabelas musicais

### Posições
| Tabela musical (2019)             | Melhor posição |
| --------------------------------- | -------------- |
| Noruega (VG-lista)                | 36             |
| Nova Zelândia (Recorded Music NZ) | 36             |
| Suécia (Sverigetopplistan)        | 26             |

## Histórico de lançamento
| Região | Data                | Formato                    | Versão        | Gravadora            | Ref.          |
| ------ | ------------------- | -------------------------- | ------------- | -------------------- | ------------- |
| Várias | 3 de maio de 2022   | Download digital streaming | Original      | Pretty Swede Mtheory | [ 24 ] [ 25 ] |
| Várias | 15 de junho de 2022 | Download digital streaming | Remix         | Pretty Swede Mtheory | [ 26 ] [ 27 ] |
| Várias | 15 de julho de 2022 | Download digital streaming | EP de Remixes | Pretty Swede Mtheory | [ 28 ] [ 29 ] |